# Allium

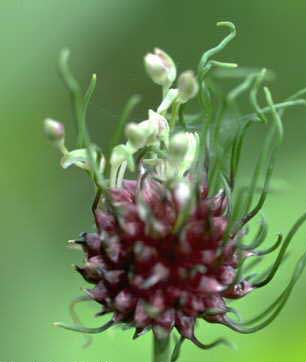
Ajo silvestre (Allium vineale).

Allium es el género de las cebollas, ajos, puerros, chalotas y cebolletas. El aroma es característico de todo el género pero no todos los miembros poseen sabor fuerte.
Existen alrededor de 1250 especies en este género, aunque el número no es definitivo, porque Allium es taxonómicamente difícil y son numerosas las especies fronterizas discutidas. La especie tipo del género es Allium sativum.
En el Sistema de clasificación APG III Allium se incluye en la familia Amaryllidaceae, subfamilia Allioideae (anteriormente, familia Alliaceae). En algunos sistemas de clasificación más antiguos, Allium se colocaba en la familia Liliaceae.

## Descripción
Son plantas bulbosas anuales o bienales que crecen en climas templados del hemisferio norte, excepto unas cuantas especies que crecen en Chile, como (Allium juncifolium), en Brasil (Allium sellovianum) o en África tropical (Allium spathaceum). Su altura puede variar entre 10 cm y 1,5 m y las flores forman una umbela al final de un tallo carente de hojas. El tamaño de los bulbos varía también considerablemente y forman bulbillos alrededor del principal. Muchas especies del género Allium se caracterizan fitoquímicamente por la formación de sulfuros y sulfóxidos de alilo, en cuya biosíntesis se ha detectado como principal precursor a la aliina.

## Taxonomía
El género fue descrito por Carlos Linneo  y publicado en Species Plantarum 1: 294. 1753. Ls especie tipo es: Allium sativum L.
Etimología
Allium: nombre genérico muy antiguo. Las plantas de este género eran conocidas tanto por los romanos como por los griegos. Sin embargo, parece que el término tiene un origen celta y significa "quemar", en referencia al fuerte olor acre de la planta. Uno de los primeros en utilizar este nombre para fines botánicos fue el naturalista francés Joseph Pitton de Tournefort (1656-1708).
Según el criterio de Flora Ibèrica en la península Ibérica y Baleares hay 35 especies silvestres descritas:
- Allium acutiflorum Loisel.
- Allium carinatum L.
- Allium ampeloprasum L.
- Allium baeticum Boiss.
- Allium chamaemoly L.
- Allium commutatum Guss.
- Allium cupani Raf.
- Allium ebusitanum Font Quer
- Allium ericetorum Thore
- Allium grosii Font Quer
- Allium guttatum Steven
- Allium lusitanicum Lam.
- Allium massaessylum Batt. & Trab.
- Allium melananthum Coincy
- Allium moly L.
- Allium moschatum L.
- Allium neapolitanum Cirillo
- Allium nigrum L.
- Allium oleraceum L.
- Allium palentinum Losa & P.Monts.
- Allium paniculatum L.
- Allium pruinatum Link ex Spreng.
- Allium pyrenaicum Costa & Vayr.
- Allium roseum L.
- Allium rouyi Gaut.
- Allium schmitzii Cout.
- Allium schoenoprasum L.
- Allium scorodoprasum L.
- Allium scorzonerifolium Desf. ex Redouté
- Allium sphaerocephalon L.
- Allium stearnii Pastor & Valdés
- Allium subhirsutum L.
- Allium subvillosum Salzm. ex Schult. & Schult.f.
- Allium triquetrum L.
- Allium ursinum L.
- Allium victorialis L.
- Allium vineale L.

## Ajos ornamentales

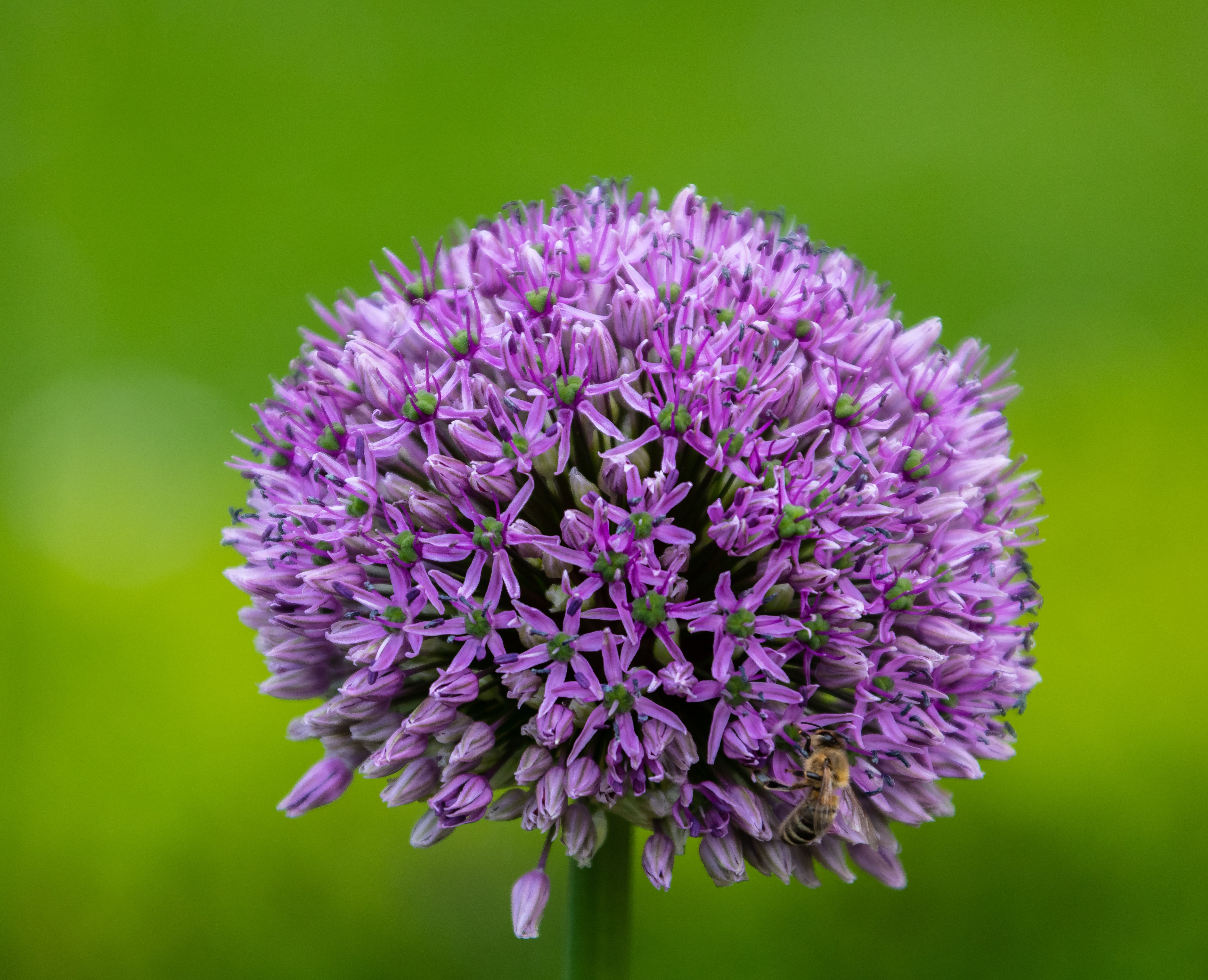
Detalle de Allium 'Gladiator'.

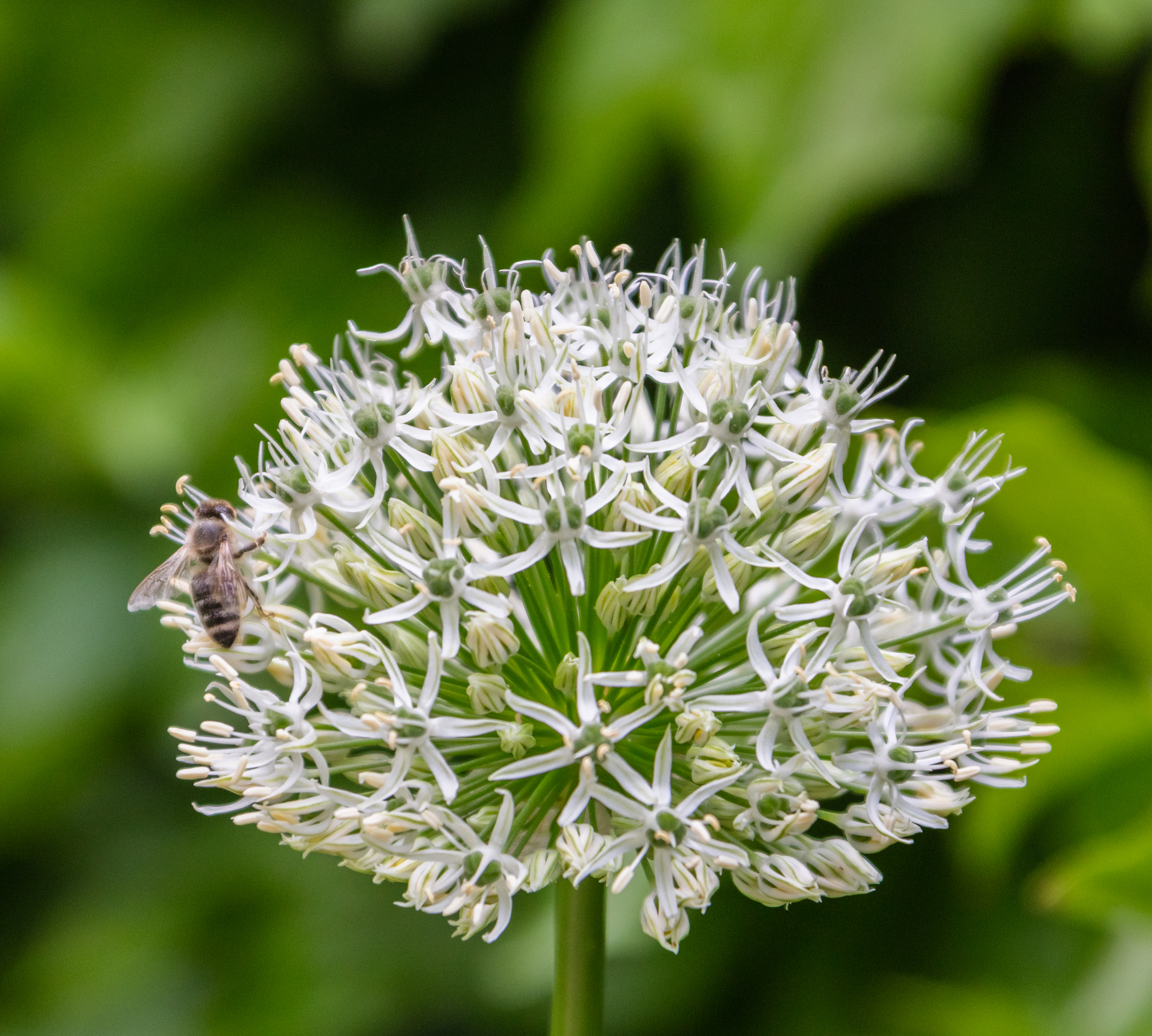
Detalle de Allium 'Mount Everest'.

Numerosas especies de Allium se utilizan en jardinería para embellecer parques y jardines y se las conoce como "ajos ornamentales". Son fáciles de cultivar si bien no son muy populares, tal vez por el olor aliáceo que despiden. Sus inflorescencias tienen larga vida en agua, por lo que también son útiles como flor cortada. Además, las inflorescencias secas se utilizan para decoración hogareña. La diversidad que presentan estas especies ornamentales, tanto en altura (desde 2 a 12 dm), como en forma y color del follaje (desde hojas finas hasta muy anchas, verde oscuro hasta verde azulado) y color de las flores (amarillo, blanco, azul, púrpura y rosado) las hace sumamente versátiles para ubicar en distintos tipos de jardines. Presentan dos tipos básicos de inflorescencias: 
En esferas grandes
- Allium giganteum,
- Allium albopilosum,
- Allium sphaerocephalon,
- Allium aflatunense y
- Allium karataviense.

En pequeños grupos de flores erectas o decumbentes
- Allium narcissiflorum,
- Allium triquetrum,
- Allium beesianum y la popular
- Allium moly.[8][9]